# هارفي مايلز
هارفي مايلز (بالإنجليزية: Harvey Miles)‏ هو سياسي أمريكي، ولد في 25 أكتوبر 1931، وتوفي في 17 يوليو 2012.